# Aad van den Hoek
Pour les articles homonymes, voir Hoek.
Aad van den Hoek (né le 14 octobre 1951 à Dirksland) est un coureur cycliste néerlandais. Professionnel de 1974 à 1983, il a remporté le Tour de Rhénanie-Palatinat en 1974 et des étapes du Tour d'Andalousie, du Tour des Pays-Bas et du Tour d'Allemagne. En 1972, il a remporté le contre-la-montre par équipes des Jeux olympiques à Munich avec l'équipe des Pays-Bas. Il en a été déclassé avec ses coéquipiers en raison d'un contrôle antidopage positif à la coramine, produit interdit par le Comité international olympique mais autorisé à l'époque par l'Union cycliste internationale. Il a participé à quatre Tours de France et a été lanterne rouge de l'édition 1976.

## Palmarès

### Palmarès amateur
- 1971
  - 3e de la Flèche du Sud
  - 3e du Circuit de la Flandre zélandaise

- 1972
  - 8e étape du Tour d'Autriche
  - Tour de Gueldre
  - Ronde van Midden-Nederland
  -  Médaillé de bronze du championnat du monde du contre-la-montre par équipes

- 1973
  - 11e étape de la Milk Race
  - 7e étape de l'Olympia's Tour
  - 2e de l'Olympia's Tour
  - 3e de l'Omloop van de Braakman
  - 3e du Tour d'Overijssel

- 1974
  - 3e étape de l'Olympia's Tour
  - Ster van Bladel
  - Tour de Rhénanie-Palatinat :
    - Classement général
    - 2e étape

  - 2e de Gand-Wevelgem amateurs
  - 3e de l'Olympia's Tour

### Palmarès professionnel
- 1975
  - Ronde van de IJsselmonding
  - Classement général de l'Étoile des Espoirs
  - 9e des Quatre Jours de Dunkerque

- 1976
  - 2e du championnat des Pays-Bas sur route

- 1977
  - 7eb étape du Tour d'Andalousie

- 1978
  - 1reb étape du Tour des Pays-Bas
  - 3e du Grand Prix de l'Escaut

- 1979
  - 1re étape du Tour d'Allemagne
  - Zes van Rijn en Gouwe :
    - Classement général
    - 3e étape

  - 2e du Tour d'Allemagne
  - 3e du Tour des Pays-Bas

- 1980
  - 3e du Grand Prix du 1er mai

- 1981
  - 2eb étape du Tour de Catalogne

- 1982
  - 3e du Grand Prix Raymond Impanis

## Résultats sur les grands tours

### Tour de France
4 participations
- 1976 : 87e et lanterne rouge
- 1977 : hors délais (17e étape)
- 1978 : 57e
- 1981 : 115e

### Tour d'Espagne
1 participation 
- 1976 : non-partant (19eb étape)